# We Are Domi
Az We Are Domi (röviden: Domi) egy cseh-norvég együttes, amely 2018-ban alakult az Egyesült Királyságban. Ők képviselték Csehországot a 2022-es Eurovíziós Dalfesztiválon Torinóban, a Lights Off című dallal.

## Történet

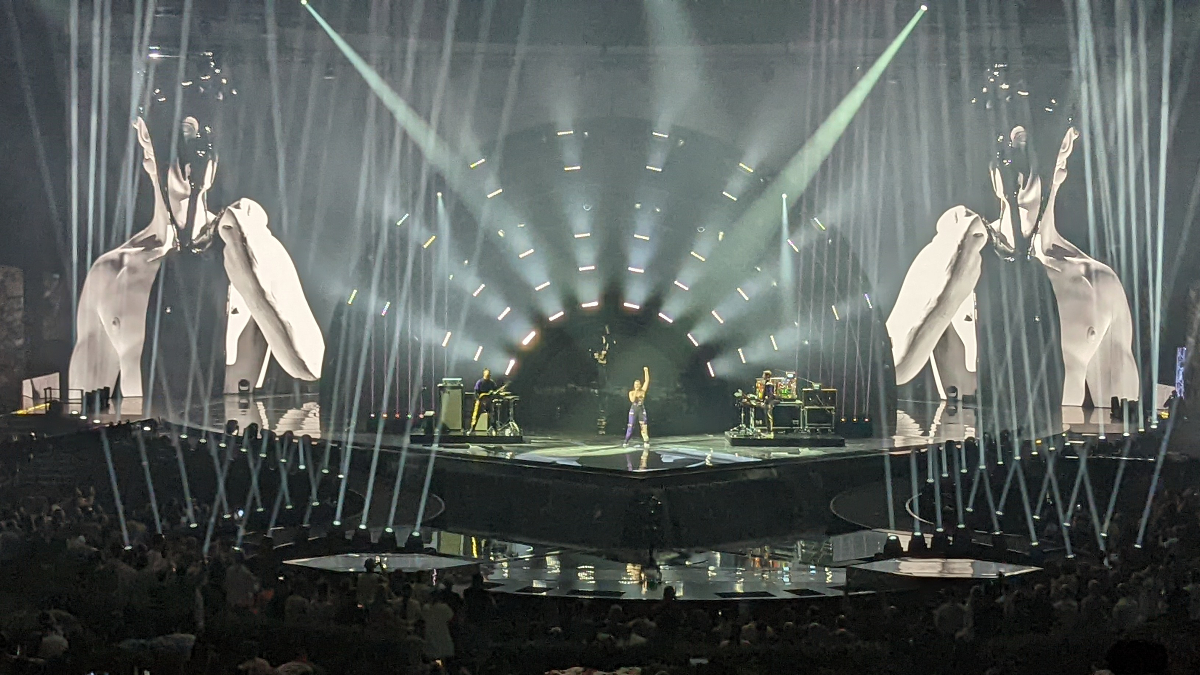
Az Eurovíziós Dalfesztiválon

Az együttes három tagja 2018-ban Leedsben találkozott. Tagjai cseh és norvég származásúak.
2021. december 6-án a Česká Televize (ČT) bejelentette, hogy az együttes egyike annak a hét előadónak akik bejutottak a Eurovision Song CZ nevű online nemzeti döntőbe. Versenydaluk, a Lights Off december 3-án jelent meg, amely a december 16-án rendezett döntőt megnyerte, így ők képviselték Csehországot a 2022-es Eurovíziós Dalfesztiválon Torinóban. A dalfesztivál előtt a román nemzeti döntőben, Barcelonában, Londonban, Amszterdamban és Madridban eurovíziós rendezvényeken népszerűsítették versenydalukat. A dalfesztivál május 10-i első elődöntőjéből sikeresen továbbjutottak a döntőbe, ahol a huszonkettedik helyen végeztek.
2022. április 22-én megjelent a Lake Malawival közös daluk, a High-Speed Kissing, melynek a szerzői között van a magyar Knoll Gabi is.

## Tagok
- Benjamin Rekstad – billentyű
- Casper Hatlestad – gitár
- Dominica Hasek – vokál

## Diszkográfia

### Kislemezek
- Let Me Follow (2019)
- Wouldn't That Be Nice (2019)
- I'm Not Alright (2019)
- Someone New (2019)
- Come Get Lost (2020)
- Lights Off (2021)
- Alive (2022)
- Paradise (2023)

### Közreműködések
- High-Speed Kissing (2022, Lake Malawi)